# 3663 Тіссеран
3663 Тіссеран (3663 Tisserand) — астероїд головного поясу, відкритий 15 квітня 1985 року.
Тіссеранів параметр щодо Юпітера — 3,183.
Названо на честь Франсуа Фелікса Тіссерана (фр. François Félix Tisserand, 1845-1896) — французького астронома.